# Torre di Castelfranco
La Torre di Castelfranco (3.629 m s.l.m.) è una montagna del Monte Rosa lungo il confine tra l'Italia e la Svizzera.

## Caratteristiche
La montagna è collocata tra la Cima di Jazzi ed il Gran Fillar.

## Salita alla vetta
La prima salita alla vetta risale al 1861 ad opera degli alpinisti Tuckett e Tyndall.
Di particolare interesse alpinistico è la salita lungo il canalone Tyndall.